# (2919) Dali
2919 Dali eller 1981 EX18 er en asteroide i hovedbæltet, som blev opdaget den 2. marts 1981 af den amerikanske astronom Schelte J. Bus ved Siding Spring-observatoriet. Den er opkaldt efter kunstneren Salvador Dali (1904-89).
Asteroiden har en diameter på cirka 18 kilometer, den tilhører asteroidegruppen Themis.